# Henri Winkelman

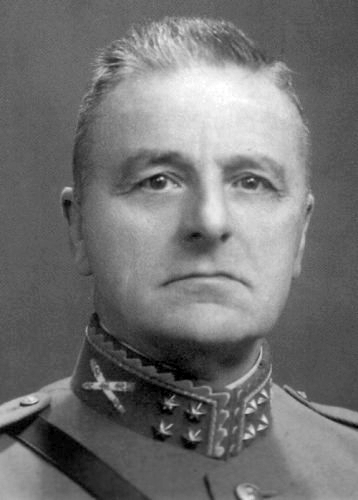
Henri Gerard Winkelman

Henri Gerard Winkelman (* 17. August 1876 in Maastricht; † 27. Dezember 1952 in Soesterberg) war ein niederländischer General. Er war 1940 Befehlshaber der niederländischen Streitkräfte und unterzeichnete nach deren Niederlage im deutschen Westfeldzug die Kapitulation.

## Leben
Winkelman schloss 1892 die Schule ab und besuchte im Anschluss die Koninklijke Militaire Academie in Breda. 1894 trat er in die Infanterie ein; 1896 erfolgte seine Beförderung zum Leutnant. Zwischen 1902 und 1905 besucht er die Hogere Krijgsschool in Den Haag, um auf Stabsarbeiten vorbereitet zu werden. Es folgten Verwendungen im Generalstab des Kriegsministeriums. 1923 wurde er zum Major befördert. 1931 wurde er Heeresstabschef und übernahm im gleichen Jahr als Generalmajor das Kommando über die 4. Militärdivision.
1934 trat Winkelman in den Ruhestand, wurde aber 1939 nach der Mobilmachung der niederländischen Truppen reaktiviert und zum Befehlshaber der niederländischen Luftverteidigung ernannt. Am 6. Februar 1940 übernahm er zusätzlich den Oberbefehl über Heer und Marine. Am 10. Mai 1940 begann der deutsche Angriff auf die Niederlande, dem diese nicht viel entgegenzusetzen hatten. Die niederländische Regierung verließ das Land und ermächtigte ihn, nach eigenem Ermessen zu entscheiden, wann der richtige Zeitpunkt für die Kapitulation gekommen sei.
Am 15. Mai 1940 unterzeichnete Winkelman in Rijsoord die Kapitulationsurkunde und überwachte anschließend die niederländische Demobilisierung. Im Juli 1940 wurde er nach Deutschland deportiert, wo er bis zum Ende des Kriegs verblieb. Am 12. Mai 1945 kehrte er zurück und übernahm erneut den Befehl über die Armee. Im Oktober 1945 trat er endgültig in den Ruhestand.